# Cantalupo nel Sannio
Cantalupo nel Sannio es una localidad y comune italiana de la provincia de Isernia, región de Molise, con 736 habitantes.

## Evolución demográfica
| Gráfica de evolución demográfica de Cantalupo nel Sannio entre 1861 y 2001 |
|                                                                            |
| Fuente ISTAT - elaboración gráfica de Wikipedia                            |